# RailCab
Das RailCab (auf Deutsch in etwa Schienentaxi) war ein Forschungsprojekt der Universität Paderborn und des Heinz Nixdorf Institutes, das die Nutzung von Linearmotoren zum Antrieb von autonomen schienengebundenen Fahrzeugen erforschte. Es ähnelt dem gescheiterten Projekt Aramis der Pariser Verkehrsbetriebe. Mehrere kleine Fahrzeuge sollten auch elektronisch gekoppelte Konvois bilden.

## Konzept

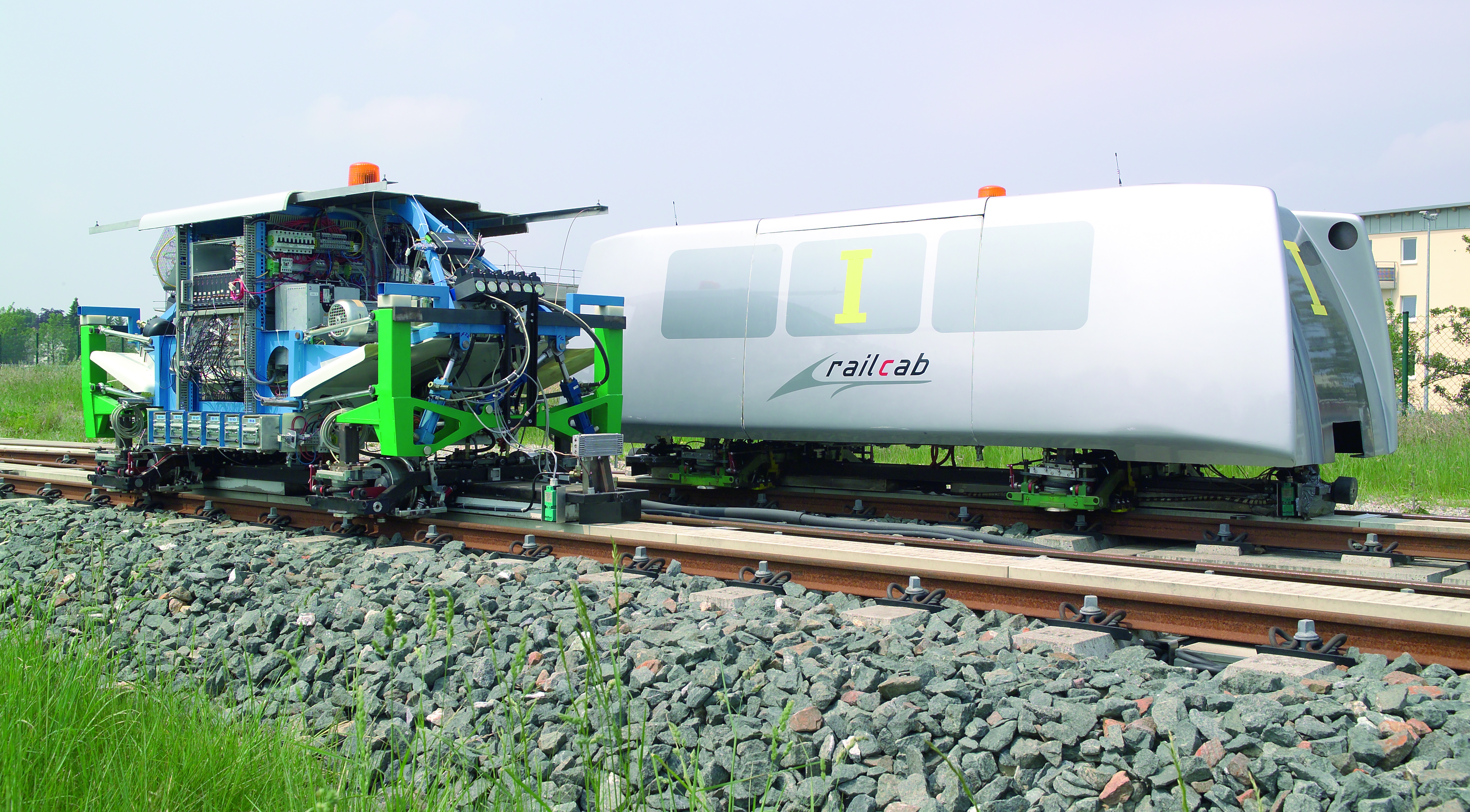
Bahnsystem der Versuchsanlage des Heinz Nixdorf Instituts. Maßstab: 1:2,5

Das auch als Neue Bahntechnik Paderborn bezeichnete Konzept wurde im 1997 von Joachim Lückel, dem Leiter des Mechatronik Laboratorium Paderborn (MLaP) ins Leben gerufen. Individuelle und selbständig fahrende Einzelkabinen transportieren den Bahnnutzer auf dem regulären Schienensystem mit dem von der Magnetschwebebahn bekannten Linearantrieb. Dadurch, dass antreibende Elemente in Form von Elektro-/Dieselmotoren nicht mehr mitgeführt werden müssen, ist es möglich, wesentlich kleinere Transporteinheiten zusammenzustellen. In der Konsequenz wird somit eine höhere Individualität gegenüber den fahrplangebundenen Passagier- und Güterzügen gewährleistet. Die einzelnen „Shuttles“ mit nur noch 2–10 Passagieren sollen sich dabei nach Programmierung durch den Fahrgast automatisch den optimalen Weg durch das bestehende Schienensystem suchen. Das Ziel ist es nicht, zeitwillige Höchstgeschwindigkeit zu erzielen, sondern die Durchschnittsreisezeit signifikant zu reduzieren. Dies wird erreicht, indem kein Umsteigen mehr nötig ist und indem Startpunkt und Ankunftsort möglichst nahe durch die Einzelkabine erreichbar ist. Es ist ein sogenanntes Personal-Rapid-Transit-Konzept.
Ein wesentliches Element dieses Konzepts ist, dass sich die Fahrzeuge für ca. 10 Personen auf höher frequentierten Strecken des Netzes treffen und berührungslose Konvois bilden. Das reduziert den Luftwiderstand und spart Energie.

## Verkehrsführung
Dadurch, dass alle Shuttles durch das schienenintegrierte Kommunikationssystem miteinander verbunden sind, ist eine sehr dichte Verkehrsführung auf den hoch frequentierten Hauptstrecken möglich, auf denen die einzelnen Shuttles dann im Idealfall mit wenigen Zentimetern Abstand aufeinander unterwegs sein können. Das Ein- und Ausscheren aus solchen Fahrzeugkolonnen wird vom Computer vorausberechnet und ermöglicht den lenkbaren Fahrzeugen das Ausscheren aus einem Konvoi bei voller Geschwindigkeit.
Über die moderne Leittechnik und der GPS-Ortung sollen sich die fahrbaren Einzelkabinen automatisch und eigenständig den schnellsten Weg zum Ziel suchen. Der zeitweilige Ausfall oder eine Sperrung von Hauptverkehrsachsen führt bei diesem Konzept nicht zum vollständigen Transportstillstand.

## Antrieb
Ähnlich dem Transrapid werden die Fahrzeuge durch einen verschleißfreien, wartungsarmen doppeltgespeisten Linearmotor angetrieben. Die Fahrzeuge sollen jedoch nicht auf einem Magnetfeld schweben, sondern von Rad und Schiene getragen werden. Dieser Motor ist in der Lage, ähnlich einer doppeltgespeisten Asynchronmaschine Energie vom Stator in den Läufer zu übertragen, also die Bordstromversorgung des Fahrzeugs gleichzeitig zum Vortrieb zu realisieren. Die Regelung des Antriebs geschieht sensorlos und wurde am Institut LEA der Universität Paderborn (ehem. H. Grotstollen, jetzt J. Böcker) entworfen und in Betrieb genommen.

## Umrüstung
Ein Vorteil dieser Technik ist es, die bestehende Schienen-Infrastruktur weiter benutzen zu können. Allerdings muss dieser Fahrweg elektronisch aufgerüstet werden, um den Linearantrieb mittig zwischen den Schienen zu montieren und die Kommunikation zwischen den Railcabs zu ermöglichen.
Weichen der herkömmlichen Art, bei denen die Richtung von einem zentralen Stellwerk vorgegeben wird, müssen allerdings durch starre Abzweigungen ersetzt werden, bei denen ein RailCab autonom über Geradeaus- oder Kurvenfahrt entscheiden kann. Es ist aber möglich, alte und neue Weichenführung in einer Weiche zu vereinen. Es wurde auch an Konzepten für den Mischbetrieb mit dem bisherigen Schienenverkehr gearbeitet.

## Design
Aufgrund der kleinen Verkehrseinheiten ist eine individuellere Gestaltung der Shuttles möglich. Durch Massenfertigungsverfahren erscheint es denkbar, einzelne RailCabs zum Preis von PKWs anbieten zu können. Im Rahmen eines Studienauftrages zwischen dem Heinz Nixdorf Institut und der Hochschule für künstlerische und industrielle Gestaltung Linz (Dozent Gerhard M. Buurman mit Studierenden der Meisterklasse Meru) entstanden die ersten Designentwürfe mit der charakteristischen Frontpartie der Cabs.
Die Fahrzeuge lassen sich je nach Bedarf unterschiedlich konfigurieren. So sind für den Nahverkehr etwa Großraummodule vorgesehen, die 20 Personen aufnehmen können. Gütermodule bzw. spezielle Wagen für 40-Fuß-Container sind ebenso vorgesehen.

## Teststrecke

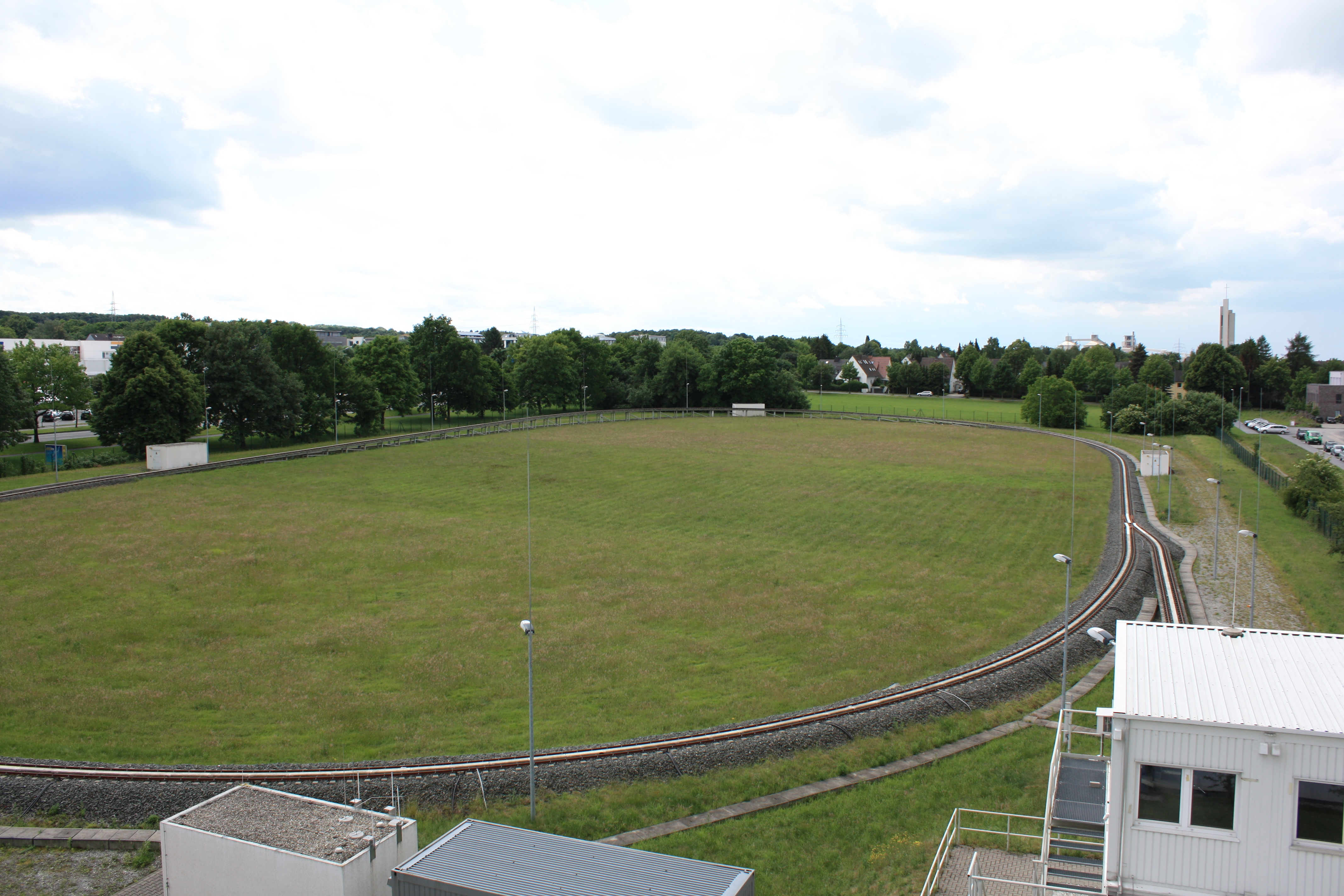
Testgelände am Campus der Universität Paderborn im Jahr 2009

Am 12. Juli 2002 wurde mit dem Bau einer 530 m langen Versuchsstrecke begonnen, die 2003 bis zum Ende des Projekts in Betrieb blieb. Auf dieser wurde die Technik im Maßstab 1:2,5 untersucht. Die technische Machbarkeit des Systems konnte nachgewiesen werden. Am 8. September 2016 begann der Rückbau der Anlage. Weitergehende Forschungen auf dem Gebiet sollen in Zukunft mit Hilfe von Methoden des Virtuellen Engineerings durchgeführt werden. Die Versuchsstrecke lag zwischen Südring und Mersinweg (51° 42′ 19,1″ N, 8° 46′ 3,7″ O), auf dem Gelände steht inzwischen ein Forschungsgebäude.
Es gab im Jahr 2007 Überlegungen, eine Teststrecke auf der normalspurigen Schleifkottenbahn einzurichten, um das System in Originalgröße testen zu können. Diese Strecke sollte in Oberbrügge in Richtung Halver abzweigen.

## Ähnliche Projekte
Ein Projekt, das ebenfalls individuellen Verkehr auf Schienen zum Ziel hat, allerdings ausschließlich im Güterverkehr, ist CargoCap.